# Procamallanus slomei
Procamallanus slomei är en rundmaskart som beskrevs av Southwell och Kirshner 1937. Procamallanus slomei ingår i släktet Procamallanus och familjen Camallanidae. Inga underarter finns listade i Catalogue of Life.